# Šijana
Šijana (tal. Siana) je gradska četvrt i jedan od mjesnih odbora Grada Pule. Mjesni odbor Šijana obuhvaća područje gradskih četvrti gradske četvrti Šijana, Monteghiro i prigradska naselja Valica-Ilirija, Vidrijan i Vernal smještenih na površini od 3.421.918 m² na kojem živi 6.897 stanovnika. Gustoća naseljenosti iznosi 2015,5 st./km².
Šijana je ograničena sa sjeverozapada i sjevera Valicom-Ilirijom, sa sjeveroistoka Vernalom, s istoka zračnom lukom Pula i Valturom (općina Ližnjan), s juga Monte Šerpom, Monte Turkom i Valmadama, te sa zapada s Vidrijanom. Opisano područje odgovara otprilike Šijanskoj šumi (Kaiserwald). Šijanom se naziva i područje između Zelenog brijega (Brdo puhova) na sjeveru, te Monvidala i Valvidala na jugu.
Godine 1905. bečkom projektantu i poduzetniku Jakobu Ludwigu Münzu povjerena je izvedba velikog kompleksa skladišta hrane s pekarnom, ledanom i upravnom zgradom u Šijani, u neposrednoj blizini parnog mlina (Dampfmühle) dovršenoga krajem 19. stoljeća. Na suprotnom kraju grada istovremeno je uređena Šijanska šuma koja se prostire na površini od 150 hektara, s lovačkom kućom (Kaiserwald) i petnaestak kilometara šetnica i staza, idiličnim mjestom druženja, dokolice i rekreacije građanske i vojne elite.
Između ova dva kraja grada izgrađena je Šijanska cesta, nova komunikacija između obale s parkom i istoimene šume. Nakon zasađivanja obostranog drvoreda uz Šijansku cestu ostvaren je projekt koji nedvojbeno potvrđuje urbane paradigme moderne srednjoeuropske gradogradnje s vizijom metropole, koju u to doba Pula dostojno reprezentira.
Carska šuma (Kaiserwald) bila je jedno od završnih stanica električnog tramvaja koji je 1. veljače 1903. krenuo Pulom. Od Remize (danas Tvornica cementa) jedna je linija vozila Arsenalskom ulicom, obalom, Ulicom Borsan (danas Ul. Starih statuta) prema Carskoj šumi u Šijani, a druga od Željezničkoga kolodvora na obali, današnjom Istarskom ulicom prema Mornaričkom kasinu (Marine Casino, danas Dom hrvatskih branitelja). Dana 16. lipnja 1934. godine tramvajska linija zamijenjena je autobusnom.
U Šijani se danas nalazi Autobusni kolodvor, 9 velikih trgovačkih centara i supermarketa, te mnogi novoizgrađeni neboderi popularno nazvani imenima poput bubamare, papagajke crvenkapice itd.